# Giacinto Provana di Collegno
Giacinto Ottavio Enrico Provana di Collegno (Torino, 4 giugno 1794 – Baveno, 27 settembre 1856) è stato un militare, patriota e politico italiano.

## Biografia
Giacinto Provana di Collegno era figlio di Giuseppe Francesco Giovanni Nepomuceno Provana di Collegno e della nobildonna savoiarda Anna Morand e fu militare, patriota, geologo e scienziato.
Intrapresa la carriera militare nell'esercito napoleonico, partecipò alle guerre della sesta e della settima coalizione antinapoleonica. Tornato in patria, dopo una lunga carriera, venne nominato Maggiore Generale e poi Luogotenente Generale, divenendo grande amico di Giuseppe Garibaldi durante gli anni delle guerre risorgimentali, giungendo nel luglio 1848 ad essere nominato Ministro della Guerra nel Governo Casati durante il Regno di Sardegna, dando inizio alla propria carriera politica.
Inviato straordinario e ministro plenipotenziario in Francia (28 dicembre 1851 - 29 agosto 1852), divenne Membro del Congresso consultivo permanente di guerra durante gli anni successivi.
Non tralasciando mai la propria passione per le scienze, divenne Membro del Consiglio delle miniere, Socio corrispondente dell'Accademia delle Scienze di Torino (24 luglio 1842), Socio nazionale dell'Accademia delle Scienze di Torino (4 febbraio 1849) e Socio onorario dell'Accademia dei Georgofili di Firenze (12 febbraio 1848).
Si spense a Baveno nel 1856. Fu amico intimo di Massimo d'Azeglio, che lo commemorò sulle pagine del Cronista con uno scritto intitolato Ricordo di una Vita Italiana.
È sepolto nel Cimitero monumentale di Torino.
Il fratello Giuseppe fu sindaco di Torino.

## Incarichi di Governo
Regno di Sardegna post 4 marzo 1848 - Regno d'Italia:
- Ministro della guerra e della marina (27 luglio-15 agosto 1848)